# Michael Funken (Publizist)
Michael Funken (* 30. August 1963) ist ein deutscher Publizist, ZDF-Redakteur und promovierter Philosoph.

## Leben und Beruf
Nach dem Abitur am Arndt-Gymnasium in Krefeld 1982 leistete Funken zunächst Wehrdienst, nach der Anerkennung als Kriegsdienstverweigerer Zivildienst bis 1984. Von 1984 bis 1986 absolvierte er ein Redaktionsvolontariat bei der Westdeutschen Zeitung in Düsseldorf. Anschließend begann er das Studium der Philosophie, Politikwissenschaft und Geschichte an der Heinrich-Heine-Universität Düsseldorf, wo er 1990 mit dem Magister Artium und 1992 mit dem Dr. phil. abschloss (Promotion über Evolutionstheorie).
Ab 1988 arbeitete Funken parallel zum Studium als Freier Mitarbeiter für dpa, ein Stadtmagazin und den WDR-Hörfunk, ab 1992 für das WDR-Fernsehen. Von 1992 bis 1996 war er wissenschaftlicher Assistent an der Friedrich-Schiller-Universität Jena, wo er über Medienphilosophie forschte und publizierte. 1996 gründete er das Kritische Jahrbuch der Philosophie (hrsg. durch Thüringische Gesellschaft für Philosophie), 1997 mit Peter Moser das E-Zine Information Philosophie im Internet, das er bis 2006 herausgab und redigierte.
Ab 1996 war er wieder in Düsseldorf als TV-Reporter für den WDR und das ZDF tätig. 2003 wurde er Chef vom Dienst beim Länderspiegel in der ZDF-Zentrale in Mainz. Seit 2007 ist er Redakteur in der ZDF-Redaktion Zeitgeschichte. Funken ist Autor mehrerer TV-Dokumentationen und Bücher. Außerdem ist er als Dozent und Coach in der Journalistenausbildung tätig (u. a.  Internationale Donau-Universität Krems).
2016 wurde er zum Vorsitzenden der ZDF-Betriebsgruppe der VRFF-Die Mediengewerkschaft gewählt und war von März 2017 bis März 2019 freigestelltes Vorstandsmitglied im ZDF-Personalrat der Zentrale.

## Schriften
- Über Habermas. Gespräche mit Zeitgenossen. 2. erw. Auflage. WBG, Darmstadt 2009.[1]
- Das Jahr der Deutschen: Die glückliche Geschichte von Mauerfall und deutscher Einheit. Piper, München 2009, Ungekürzte Taschenbuchausgabe
- Sofies M@ssage: Jenaer vorSätze zu einer Multimedia-Philosophie. Königshausen und Neumann, Würzburg 1996
- Das Spiel des Lebens und sein Sinn. Evolutionäre Metaphysik und Praktische Philosophie. Königshausen und Neumann, Würzburg 1994

## Filme
- Der Todesflug der Concorde. 30’00, ZDF 2000 (mit Stephan Merseburger)
- Tod über den Wolken. 30’00, ZDF 2004 (mit C. Dezer, B. Weisener) 3. Preis Grand Prix Europa 2003[2]
- 3 Tage Leben: Jürgen Rüttgers. 30’00, ZDF 2004 (mit M. Fischötter):[3]
- 3 Tage Leben: Ute Vogt. 30’00, ZDF 2005 (mit U. Brödermann)
- 3 Tage Leben: Antje Hermenau. 30’00, ZDF 2005 (mit M. Fischötter)
- Vor der Wahl – Wo steht Deutschland? Zwischen Hartz und Hoffnung. 30’00, ZDF 2005 (mit M. Scheuch)
- Als die Mauer fiel: Der 9. November 1989. 120’00, zdf.infokanal 2007